# I (periódico)
The i es un periódico británico publicado por Independent Print, editorial propiedad de Alexander Lebedev que también publica The Independent. El periódico, que está dirigido a «lectores y antiguos lectores de todas las edades» y a aquellos que «deseen una digestión comprensiva de noticias», fue lanzado el 26 de octubre de 2010 a un precio base de veinte peniques.
A fecha de enero de 2015, su media diaria de circulación se sitúa en los 280 351 ejemplares. A pesar de que esta cifra es considerablemente superior a la del The Independent, presenta una caída de un 6,01 % en el número de ejemplares en comparación con el mismo mes del año anterior.
El 7 de mayo comenzó a publicarse una edición sabatina, con más páginas de contenido y un precio de treinta peniques. En enero de 2014, el precio de esta edición subió hasta los cuarenta peniques, mientras que el precio de la edición diaria ascendió hasta los treinta. En el año 2015 se produjo una nueva subida. En la actualidad, la edición diaria se vende a cuarenta peniques, diez más barata que la de los sábados.

## Postura política
The i es un periódico hermano del The Independent y tiene una postura política similar a la suya. Se trata de una publicación liberal situada en el centroizquierda del espectro político. El periódico se enorgullece de su equilibrio, y publica artículos de izquierda y derecha. El exlíder de los Liberal Demócratas, un partido centrista británico, Nick Clegg, es un columnista quincenal de la i.
Durante las elecciones generales británicas de 2015 y 2017, el periódico rechazó apoyar a un partido político específico.

## Editores
- 2010: Simon Kelner
- 2011: Stefano Hatfield
- 2013: Oliver Duff[3]